# Yashar Kemal
Yaşar Kemal (oprindeligt Kemal Sadık Gökçeli, født  6. oktober 1923 i Gökçedam, Osmaniye, død 28. februar 2015 i Istanbul) var en tyrkisk  forfatter af kurdisk oprindelse og anses for at være Tyrkiets betydeligste nutidige romanforfatter.
Han voksede op i en fattig landsby i det sydlige Anatolien og var landsbyens eneste barn, der lærte at læse. Ved arbejde som daglejer lykkedes det ham at spare sammen til en skrivemaskine. I 1951 blev hans første fortællinger trykt i en avis, og i 1955 udkom hans første roman, Mehmet. Han blev straks Tyrkiets mest læste forfatter og fik et internationalt gennembrud.
Yaşar Kemal har været foreslået som modtager af Nobelprisen.

## Ekstern henvisning
- Artikler om og af Yaşar Kemal (tysk)